# Гладенька акула гострохвоста
Гладенька акула гострохвоста (Mustelus norrisi) — акула з роду Гладенька акула родини Куницеві акули. Інші назви «флоридська акула-собака», «вузькоплавцева гладенька акула», «флоридська куницева акула».

## Опис
Загальна довжина досягає 1,1 м при вазі 13,8 кг. Зазвичай має розміри 75-90 см. Голова помірного розміру. Морда округла. Очі відносно великі, овальні, з мигальною перетинкою. Ніздрі розташовані близько одна від одної, захищені носовими клапанами. Рот сильно зігнутий. Зуби дрібні, з притупленими верхівками, численні, однакові на обох щелепах. Розташовані у декілька рядків. У неї 5 пар зябрових щілин. Тулуб подовжений, стрункий. Луска овально-краплеподібної форми з 2-6 поздовжніми хребцями, які мають слабковиражені зубчики. Розташована на шкірі розташована нерівномірно: на деяких ділянках відсутня зовсім, на інших — накладається одна на одну. Грудні плавці відносно невеликі. Має 2 спинних плавця, з яких передній у 2 рази більше за задній. Передній спинний плавець розташовано між грудними та черевними плавцями. Задній плавець починається перед анальним плавцем і закінчується навпроти нього. Черевні плавці невеличкі, низькі. Анальний плавець менше за задній спинний плавець. Хвіст вузький. Хвостовий плавець відносно короткий, гетероцеркальний, верхня лопать витягнута назад, нижня лопать має витягнутий та загострений кінчик, чим відрізняється від інших видів свого роду. Звідси походить назва цієї акули.
Забарвлення спини сіре. Черево має брудно-білий колір. У молодих особин кінчики спинних і хвостового плавців темніше за загальний фон.

## Спосіб життя
Тримається на глибинах 80-100 м, континентальному шельфі. Воліє до ділянок з піщаним та мулистим ґрунтом. Полює біля дна, є бентофагом. Живиться переважно креветками, а також дрібною костистою рибою, безхребетними. Природними ворогами є великі акули, перш за все велетенська акула-молот, сірі акули, паразити (зокрема Perissopus dentatus).
Статева зрілість у самців настає при розмірі 60 см, у самиць — 65 см. Це живородна акула. Самиця народжує від 7 до 14 акуленят завдовжки 30 см. У неї доволі низька репродуктивність.
М'ясо їстівне, втім не має високих смакових якостей. Промислове значення незначне. Є об'єктом місцевого рибальства у деяких районах Південної Америки.

## Розповсюдження
Мешкає від узбережжя штату Флорида (США) до Венесуели, окремий ареал знаходиться біля берегів південної Бразилії. Особливо численна ця акула біля Флориди, тому отримала інші назви.